# いまいち萌えないラジオ
『いまいち萌えないラジオ』（いまいちもえないラジオ）は2014年6月1日よりラジオ関西で放送開始のポップカルチャーを応援する番組、愛称『いまラジ』。「ラヂモエ」と「ケーちゃん」とのコンビを中心としたトーク番組である。2016年3月27日を以て単独枠での放送を終了し、2016年1月よりラヂモエとケーちゃんが担当している「CRK ミュージックヘッズ」の金曜日のサブタイトルを「まったく萌えないラジオ」から「いまいち萌えないラジオ」に変更し、実質上の枠統合を行った。

## 出演者
レギュラー
ラヂモエ
新人のメインパーソナリティ。正体は放送開始当初には明かされておらず、『ロボットガールズZ』で声を演じた寿美菜子ではないとは説明されていた、名前も「（いまいち萌えない娘こと）いまもえ」と呼ばれていた。2014年9月27日の「KOBEぽっぷカルチャーフェスティバル3RD」内のイベントにおいて素顔で初登場すると同時に「ラヂモエ」と呼ばれる事になった。天然キャラ。
ケーちゃん
ベテランの女性パーソナリティ。カネテツデリカフーズのCMソング「てっちゃんの歌」などでシンガーとしても活動している。
ラヂモエとケーちゃんの二人で「Radimoe」というユニットとなる。
準レギュラー
ラヂモエ隊
当初の名前は「いま萌え隊」。前述の「いまいち萌えない娘オーデション」で選出されたメンバーによるコスプレモデルチーム。ラヂモエ披露にあわせて改名。メンバー内から週ごとに1 - 3名が登場。
カオリン・ロボ
元は第1回いまいち萌えない娘オーディションで選ばれたいま萌え隊初期メンバー・かおりん。「KOBEぽっぷカルチャーフェスティバル3RD」をもって同隊を卒業したはずだが、その翌週（2014年10月5日放送分）からカオリン・ロボとなって復活。
ゲスト
北乃カムイ
北海道放送（HBCラジオ）の番組『北乃カムイのもにょもにょラジオ!（適当）』と『いまラジ』の間では、ご当地キャラクターがパーソナリティーを務めるラジオ番組としての共通点があり、相互に番組内で紹介しあったことがある。『いまラジ』2014年9月21日深夜24時からの放送分には北乃カムイがゲスト出演している。

## コーナー
アバンタイトル
ラヂモエとケーちゃんのトーク。ラヂモエの微妙にズレた受け答えにケーちゃんが「それ、いまいちやわぁ……」と突っ込むのがお約束。
いまいち萌えないテーマトーク
ポップカルチャーに関するキーワードを毎週一つ選んで、これについて学んでいこうという趣旨のコーナー。
いまいち萌えないゲストコーナー
神戸を中心に様々なジャンルで活躍する人々を招いてのトーク。
天然なラヂモエの容赦のないツッコミでゲストが毎回「フルボッコ」にされてしまう人気コーナー。
いまいち萌えないポプカル情報局
ラヂモエ隊とカオリン・ロボによる兵庫県および周辺地域の同人誌即売会やコスプレイベントなどの紹介、新作アニメの紹介など。
いまいち萌えないおたよりコーナー
他のコーナーで時間を取りすぎてリスナーからのおたよりを読む時間がなかなか取れないため、不定期にポプカル情報局の替わりに設けられる。
| ラジオ関西 日曜23:30 - 24:00 | ラジオ関西 日曜23:30 - 24:00 | ラジオ関西 日曜23:30 - 24:00 |
| 前番組                       | 番組名                       | 次番組                       |
| ---------------------------- | ---------------------------- | ---------------------------- |
| KOBerries♪のギュッとして!!   | いまいち萌えないラジオ       | -                            |

## 派生番組
2015年1月3日から3月28日まで、『いまラジ』のスピンオフ番組として『まったく萌えないラジオ』（まったくもえないラジオ）が放送された。
ラヂモエとケーちゃんがミュージシャンをゲストに迎えて送るトーク番組である。
| ラジオ関西 土曜25:00 - 25:30 | ラジオ関西 土曜25:00 - 25:30 | ラジオ関西 土曜25:00 - 25:30 |
| 前番組                       | 番組名                       | 次番組                       |
| ---------------------------- | ---------------------------- | ---------------------------- |
| Radio キタエリあっ!          | まったく萌えないラジオ       | AKIBA美少女新撰組 ご覚悟!    |